# Скьявелли, Винсент
Ви́нсент Э́ндрю Скьяве́лли (англ. Vincent Andrew Schiavelli, 11 ноября 1948, Бруклин, Нью-Йорк, США — 26 декабря 2005, Полицци-Дженероза, Сицилия, Италия) — американский актёр сицилийского происхождения, известный в основном по эпизодическим ролям в фильмах и телесериалах.

## Биография
Винсент Скьявелли родился в Нью-Йорке, в Бруклине в семье выходцев из Сицилии. Он изучал актёрское искусство по театральной программе Нью-Йоркского университета. Свою первую роль в кино сыграл в фильме режиссёра Милоша Формана «Отрыв» (1971), в дальнейшем Скьявелли снялся ещё в пяти фильмах Формана: «Пролетая над гнездом кукушки» (1975), «Амадей» (1984), «Вальмон» (1989), Народ против Ларри Флинта (1996), «Человек на Луне» (1999). Также снимался в фильмах: «Привидение» (в роли призрака из метро), «Бэтмен возвращается» (в роли шарманщика — подручного «Пингвина»), «Завтра не умрёт никогда» (в роли доктора Кауфмана). В 1994 году сыграл доктора Хеллмана в игре «Corpse Killer».
С 1985 по 1988 был женат на актрисе Эллис Бисли, от этого брака в 1987 году у них родился сын Андреа. Второй раз женился в 1992 году на арфистке Кэрол Макхалиан (англ. Carol Mukhalian) и оставался с ней до своей смерти в 2005 году.
Скончался 26 декабря 2005 года, в возрасте 57 лет от рака лёгких, в своём доме в Полицци-Дженероза — сицилийском городке, из которого его дедушка эмигрировал в США.
Необычная фактура Скьявелли (высокий рост 198 см, удлинённая голова со специфическими чертами лица, длинные руки с длинными тонкими пальцами и т. д.) была обусловлена синдромом Марфана. Поэтому артисту в основном предлагались роли психически больных людей, с уродствами или роли, в которых комически обыгрывались детали такой внешности.

## Фильмография
- 1971 — Отрыв / Taking Off — Скьявелли
- 1974 — Великий Гэтсби / The Great Gatsby — худощавый человек
- 1974 — Всё ради Пита / For Pete’s Sake — Grocery Clerk
- 1975 — Счастливый Хукер / The Happy Hooker — Music Guru
- 1975 — Пролетая над гнездом кукушки / One Flew Over the Cuckoo’s Nest — Фредриксон
- 1976 — Следующая остановка — Гринвич-Виллидж / Next Stop, Greenwich Village — Man at Rent Party
- 1976 — Ангелы / Angels — Тэкс
- 1976 — Продажи Винса Д’Анжело (ТВ) / Selling of Vince D’Angelo — бандит #1
- 1977 — Ещё один шанс / Un autre homme, une autre chance — Train Traveler
- 1978 — Незамужняя женщина / An Unmarried Woman — Man at Party
- 1978 — / Rescue from Gilligan’s Island (TV) — Dimitri
- 1979 — Бутч и Сандэнс: Ранние дни / Butch and Sundance: The Early Days — сторож
- 1979 — Фриско Кид / The Frisco Kid — брат Бруно
- 1980 — Побег (ТВ) / Escape —  J.W. White
- 1980 — / White Mama (TV) — медик
- 1980 — Гонг Шоу: Кино / The Gong Show Movie — Марио Романи
- 1980 — / Nightside (TV) — Том Адамс
- 1980 — / Seed of Innocence — Лео
- 1980 — Возвращение / The Return — Prospector
- 1981 — Поп Америка (мультфильм) / American Pop — хозяин театра
- 1981 — / Comedy of Horrors (TV) — Грегори
- 1981 — Чу Чу и Филли Флэш / Chu Chu and the Philly Flash — B.J
- 1982 — Ночная смена / Night Shift — Карл
- 1982 — Весёлые времена в школе Риджмонт / Fast Times at Ridgemont High — мистер Варгас
- 1983 — Мисс Одинокое сердце (ТВ) / Miss Lonelyhearts — Sick-Of-It-All
- 1983 — / Likely Stories, Vol. 4 (TV) — …
- 1984 — / Kidco — Фил Порзински
- 1984 — Приключения Бакару Банзая: Через восьмое измерение / The Adventures of Buckaroo Banzai Across the 8th Dimension — Джон О’Коннор
- 1984 — Амадей / Amadeus — камердинер
- 1984 — Могол (ТВ) / The Ratings Game — Skip
- 1984 — Опасный Джонни / Johnny Dangerously — Roman Moronie's Building Planner
- 1985 — Полоса везения (ТВ) / Lots of Luck — Skinny
- 1985 — Уж лучше умереть / Better Off Dead — мистер Кербер
- 1987 — Невеста Бугеди (ТВ) / Bride of Boogedy — Лазарус
- 1987 — / Dorf on Golf — Леонард
- 1988 — Тайм-аут / Time Out — портье
- 1988 — / Dorf and the First Games of Mount Olympus — Леонард
- 1989 — Холодные ноги / Cold Feet — Vet
- 1989 — Гомер и Эдди / Homer And Eddie — священник
- 1989 — Вальмон / Valmont — Жан
- 1990 — Смертельно опасный мистер Фрост / Mister Frost — Анджело
- 1990 — В ожидании лучшего / Waiting for the Light — Маллинс
- 1990 — Привидение / Ghost — призрак в метро
- 1990 — Шизо / Playroom — Roman Hart
- 1990 — / Penny Ante: The Motion Picture — Дэвидсон
- 1991 — Другой ты / Another You — дантист
- 1991 — Тед и Венера / Ted & Venus — Publisher
- 1992 — Бэтмен возвращается / Batman Returns — шарманщик
- 1992 — Чудо-пляж / Miracle Beach — хозяин мистической лавки
- 1993 — / Living and Working in Space: The Countdown Has Begun — Miner #1
- 1993 — / Painted Desert — Гарри
- 1994 — Сокрытый ужас / The Lurking Fear — Неггс
- 1994 — / Cultivating Charlie — Мартин
- 1995 — Три ниндзя: Костяшками вверх / 3 Ninjas Knuckle Up — мэр
- 1995 — Невоспитанный принц и мальчик для порки (ТВ) / The Whipping Boy — Cutwater
- 1995 — Побег на ведьмину гору (ТВ) / Escape to Witch Mountain — Уолдо Фадд
- 1995 — Маленькая принцесса / A Little Princess — мистер Бэрроу
- 1995 — Повелитель иллюзий / Lord of Illusions — Vinovich
- 1995 — Внутренний двор (ТВ) / The Courtyard — Ivan
- 1995 — Двое — это слишком / Two Much — Sommelier
- 1995 — / Brothers' Destiny (TV) — Davisport
- 1996 — Спина к спине (ТВ-фильм) / Back to Back — Леонардо
- 1996 — Народ против Ларри Флинта / The People vs. Larry Flynt — Честер
- 1997 — Парикмахерша и чудовище / The Beautician and the Beast — тюремщик
- 1997 — Завтра не умрёт никогда / Tomorrow Never Dies — доктор Кауфман
- 1998 — Убийственная любовь / Love Kills — Emmet
- 1998 — / Restons groupés — Гари
- 1998 — Каспер встречает Венди (ТВ) / Casper Meets Wendy — Винсент
- 1998 — / Rusty: A Dog’s Tale — Carney Boss
- 1998 — Убийца из прошлого / Milo — доктор Мэттью Джедер
- 1998 — / La cena informale — …
- 1998 — / Dry Martini — Versini
- 1999 — Инферно / Inferno — мистер Сингх
- 1999 — Домашнее задание / Treehouse Hostage — садовник
- 1999 — Человек на Луне / Man on the Moon — Мейнард Смит
- 1999 — Принц и сёрфер / The Prince and the Surfer — Баумгартен
- 1999 — Тепловое видение и Джек (ТВ) / Heat Vision and Jack — Frank / Paragon
- 2000 — Американская девственница / American Virgin — Cab Driver
- 2000 — Третья отсидка / 3 Strikes — Cortino
- 2000 — Пёс и нищий (ТВ) / The Pooch and the Pauper — Willy Wishbow
- 2001 — Американский святой / American Saint — Чарли Греббини
- 2001 — Белоснежка (ТВ) / Snow White: The Fairest of Them All — гном Среда
- 2001 — Emperor: Battle for Dune (Видеоигра) — Ментат Харконненов
- 2002 — Убить Смучи / Death to Smoochy — Buggy Ding Dong
- 2002 — Эй, Арнольд! (мультфильм) / Hey Arnold!: The Movie — мистер Бейли
- 2002 — Солино / Solino — Regisseur Baldi
- 2002 — Четвёртый тенор / The 4th Tenor — Марчелло
- 2003 — / Game Over (ТВ) — Хеллман
- 2003 — / Gli indesiderabili — Фрэнк Фригенти
- 2003 — Мерзавец / How to Get the Man’s Foot Outta Your Ass — Джерри
- 2003 — Багаж / Baggage — Томас Горелик
- 2004 — / A pena do pana — Mr. Baker / U furnaiu / Il fornaio
- 2005 — / Miracolo a Palermo! — Federico II
- 2007 — / Oliviero Rising — Albino

## Участие в телесериалах
| Год         | Русское название                         | Оригинальное название          | роль                              | Эпизоды                          |
| ----------- | ---------------------------------------- | ------------------------------ | --------------------------------- | -------------------------------- |
| 1972 — 1973 | •                                        | The Corner Bar                 | Питер Панама                      | эпизоды: с 1 по 9 (Сезон 1)      |
| 1975 — 1979 | • Старски и Хатч                         | Starsky and Hutch              | Weeze                             | «Murder Ward»                    |
| 1976 — 1981 | • Ангелы Чарли                           | Charlie’s Angels               | Фредди                            | «Angel Blues»                    |
| 1978 — 1983 | • Такси                                  | Taxi                           | Reverend Gorky                    |                                  |
| 1978 — 1982 | •                                        | WKRP in Cincinnati             | Don Pesola #1                     |                                  |
| 1979 — 1984 | • Супруги Харт                           | Hart to Hart                   | The Beret                         |                                  |
| 1979 — 1986 | • Бенсон                                 | Benson                         | Freebo                            |                                  |
| 1979 — 1986 | • Охотник Джон                           | Trapper John, M.D.             | Lester Morton                     |                                  |
| 1979 — 1980 | •                                        | Young Maverick                 | …                                 |                                  |
| 1979 — 1993 | • Тихая пристань                         | Knots Landing                  | Mr. Keener                        |                                  |
| 1981        | •                                        | Foul Play                      | Cassius                           |                                  |
| 1981 — 1988 | • Кегни и Лейси                          | Cagney & Lacey                 | Mongoose                          |                                  |
| 1981        | •                                        | The Gangster Chronicles        | Gurrah Shapiro                    |                                  |
| 1982 — 1987 | • Театр волшебных историй                | Faerie Tale Theatre            | Priest                            |                                  |
| 1982 — 1987 | • Ремингтон Стил                         | Remington Steele               | Леон Пульвер                      | «Steele on the Air»              |
| 1983 — 1986 | •                                        | Hardcastle and McCormick       | Fix Henderson                     |                                  |
| 1984 — 1992 | • Ночной суд                             | Night Court                    | Питер Де Марко                    | «Harry on Trial»                 |
| 1984 — 1992 | • Кто здесь босс?                        | Who’s the Boss?                | управляющий мотелем               | эпизоды: 23, 24 из 196           |
| 1984 — 1990 | • Полиция Майами: отдел нравов           | Miami Vice                     | Лоуренс Фаулер                    | «World of Trouble»               |
| 1985 — 1989 | • Детективное агентство «Лунный свет»    | Moonlighting                   | Родни Диллон                      | «Next Stop Murder»               |
| 1985 — 1992 | • Секретный агент Макгайвер              | MacGyver                       | Лайл                              | «Soft Touch»                     |
| 1986        | •                                        | Fast Times                     | Mr. Hector Vargas                 |                                  |
| 1986 — 1995 | • Мэтлок                                 | Matlock                        | Julian                            |                                  |
| 1987 — 1994 | • Звёздный путь: Следующее поколение     | Star Trek: The Next Generation | The Peddler                       | «Арсенал свободы»                |
| 1989 — 1996 | • Байки из склепа                        | Tales from the Crypt           | Роберт                            | «Траурная неприятность»          |
| 1990 — 1993 | • Паркер Льюис не теряется               | Parker Lewis Can’t Lose        | Guy Zapoleon — Guidance Counselor |                                  |
| 1991 — 1993 | • Гарри и Хендерсоны                     | Harry and the Hendersons       | Vic                               |                                  |
| 1991 — 1992 | • Город сверхъестественного. Индиана     | Eerie, Indiana                 | Dr. Eukanuba                      | «Зубной фиксатор» / The Retainer |
| 1992 — 1999 | • Мелроуз Плейс                          | Melrose Place                  | Orderly                           | «In-Laws and Outlaws»            |
| 1992 — 1995 | • Бэтмен (мультсериал)                   | Batman: The Animated Series    | Джон Затара                       | «Затанна» / Zatanna              |
| 1992 — 1998 | • Горец                                  | Highlander                     | Лео Аткинс                        | «Невиновный» / Innocent Man      |
| 1993        | • Матрица                                | Matrix                         | Mr. Kahn                          |                                  |
| 1993 — 2002 | • Секретные материалы                    | The X-Files                    | Лэнни                             | «Розыгрыш» / Humbug              |
| 1994 — 1997 | •                                        | M.A.N.T.I.S.                   | Michael Angelides                 |                                  |
| 1994 — 1998 | • ААА!!! Настоящие монстры (мультсериал) | Aaahh!!! Real Monsters         | Lapin Perdido                     | «Call ME Crazy?!»                |
| 1995 — 1997 | •                                        | Baywatch Nights                | Game Master                       |                                  |
| 1996 — 2004 | • Эй, Арнольд! (мультсериал)             | Hey Arnold!                    | мистер Бейли / Винсент            | эпизоды: 11, 15 из 100           |
| 1996 — 2003 | • Сабрина — маленькая ведьма             | Sabrina, the Teenage Witch     | пастор                            | «Salem's Daughter»               |
| 1997 — 2003 | • Баффи — истребительница вампиров       | Buffy the Vampire Slayer       | дядя Эниос                        | эпизоды: 26, 27 из 145           |
| 1997        | • Причуды науки                          | Perversions of Science         | учёный                            | «Planely Possible»               |
| 1997 — 2002 | • Дарма и Грег                           | Dharma & Greg                  | мистер Катлер                     | «Dharma's Inferno»               |
| 2003        | Феррари (ТВ)                             | Ferrari                        | синьор Парадиз                    |                                  |
| 2005        | • Девочка с грязными руками              | La Bambina dalle mani sporche  | Silva Roibes                      |                                  |